# Capitulation argentine de 1982

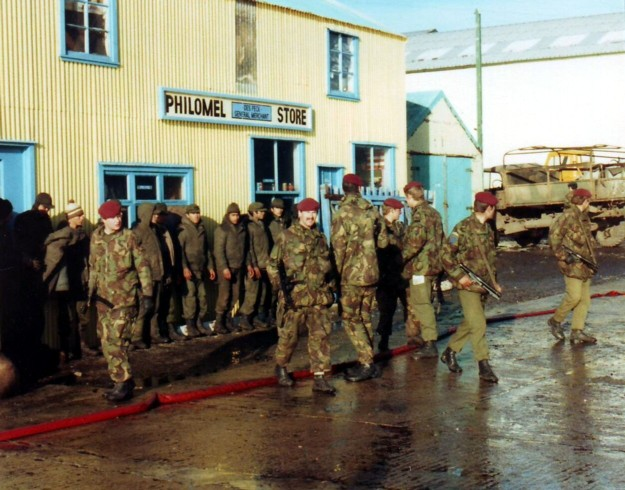
Prisonniers argentins surveillés par des membres du 2e Para britannique. (bérets marron)

La capitulation argentine du 14 juin 1982 marque la fin de la guerre des Malouines. Le document est signé à Port Stanley par le général de brigade argentine Mario Menéndez et par le Major Général Jeremy Moore.

## Contexte
La dernière ligne de défense naturelle à Mount Tumbledown (en) ayant été transpercée, les défenses argentines de la ville de Port Stanley commencent à vaciller. Dans la pénombre de l'aube, un commandant de compagnie argentin se perd et ses officiers subalternes perdent le moral. Le soldat Santiago Carrizo du 3e régiment décrira comment son commandant de division leur avait ordonné de prendre position dans les maisons et « si un Kelper (nom donné aux habitants de l'île) résiste, abattez-le », mais toute la compagnie refusa d'obéir à ces ordres et de prendre position.
À 21 h 00, le 14 juin 1982, le commandant de la garnison argentine de Port Stanley, le général de brigade Mario Menéndez (en), se rend au Major General Jeremy Moore (en). Cette reddition contrevient aux règles en vigueur dans l'armée argentine prévoyant qu'une reddition était illégale si moins de 50 % des hommes étaient hors de combat et 75 % des munitions avaient été épuisées.

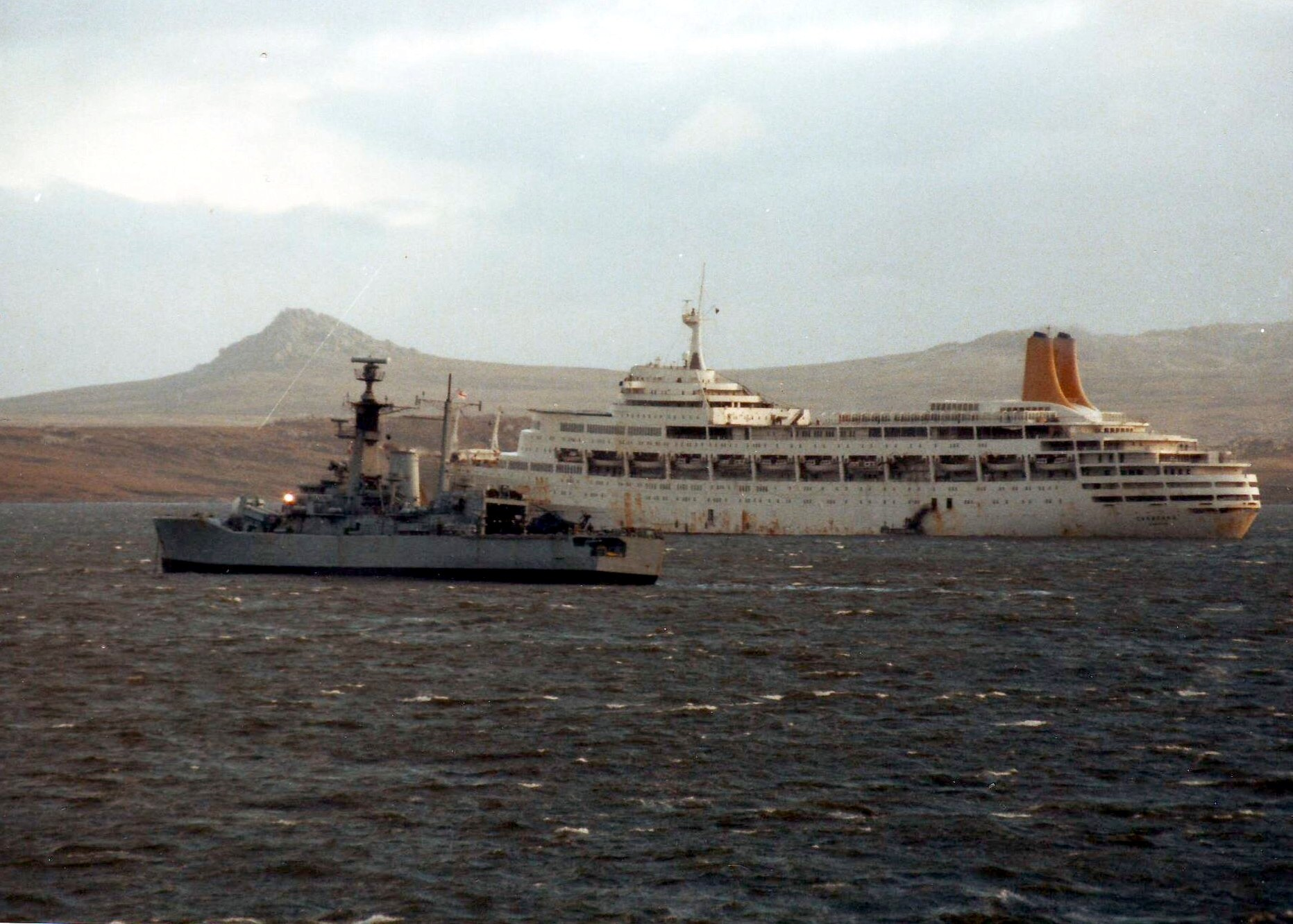
et le SS Canberra au large de Port Stanley le 16 juin 1982.

Les termes du document de la capitulation seront légèrement modifiés après une négociation avec le Général de brigade Menéndez.
Le terme de capitulation inconditionnelle est remplacé par celui de capitulation. Les Argentins obtiennent que :
- les unités argentines conservent leurs drapeaux ;
- les unités argentines restent sous le commandement de leurs officiers respectifs ;
- la cérémonie de capitulation soit privée (et non publique) ;
- les officiers argentins conservent leurs armes de poing ;

Le dernier point concernant le rapatriement des 11 313 prisonniers de guerre argentins dans des navires argentins est refusé par les Britanniques. 4 167 d'entre eux seront rapatriés en Argentine à bord du paquebot SS Canberra. La Junta argentine avait faussement prétendu que la coque du paquebot avait été transpercée pendant la bataille de San Carlos.

## Document de capitulation
Sont présents lors de la signature du document :
- Capitaine Melbourne Hussey, Marine argentine (traducteur) ;
- Général de brigade Mario Menéndez, Armée argentine ;
- Vicecomodoro[3] Carlos Bloomer-Reeve, Forces aériennes argentines ;
- Vicecommodoro Eugenio J. Miari, Forces aériennes argentines, principal conseiller juridique argentin.

- Captain Rod Bell, Royal Marines (traducteur) ;
- Lieutenant-Colonel Geoff Field, Royal Engineers
- Colonel Brian Pennicott (en), Royal Artillery
- Major General Jeremy Moore (en), Royal Marines
- Colonel Reid, Special Air Service
- Colonel Tom Seccombe, Royal Marines
- Staff Sergeant Glenn Harwood Royal Signals

Le document de capitulation est rédigé de la façon suivante :
« Headquarters, Land Forces

Falkland Islands
INSTRUMENT OF SURRENDER

I, the undersigned, Commander of all the Argentine land, sea and air forces in the Falkland Islands [signature de Menéndez, griffonnée par-dessus le mot « unconditionally » qui avait été barré] surrender to Major General J.J. MOORE CB OBE MC* as representative of Her Britannic Majesty's Government.
Under the terms of this surrender all Argentine personnel in the Falkland Islands are to muster at assembly points which will be nominated by General Moore and hand over their arms, ammunition, and all other weapons and warlike equipment as directed by General Moore or appropriate British officers acting on his behalf.
Following the surrender all personnel of the Argentinian Forces will be treated with honour in accordance with the conditions set out in the Geneva Convention of 1949. They will obey any directions concerning movement and in connection with accommodation.
This surrender is to be effective from 2359 hours ZULU on 14 June (2059 hours local) and includes those Argentine Forces presently deployed in and around Port Stanley, those others on East Falkland, [Signature de Menéndez] West Falkland and all outlying islands.
[Signature de Menéndez] Commander Argentine Forces

[Signature de Moore] J. J. MOORE Major General

[Signature de Pennicott] Witness

2359 hours 14 June 1982 »

« Quartier-général, forces terrestres

Îles Malouines
ACTE DE CAPITULATION

Je, soussigné, Commandant de toutes les forces terrestres, navales et aériennes argentines dans les îles Falkland capitule [signature de Menéndez, griffonnée par-dessus le mot « inconditionnellement » qui avait été barré] au Major General J.J. MOORE CB OBE MC* en tant que représentant du Gouvernement de Sa Majesté Britannique.
Selon les termes de cette capitulation, tous les personnels argentins dans les îles Falkland seront rassemblés à des points de rassemblement qui seront définis par le général Moore et à remettre leurs armes, leurs munitions et toutes autres armes et équipements militaires au général Moore ou aux officiers britanniques appropriés, agissant en son nom.
Après la reddition tout le personnel des Forces argentines sera traité avec honneur, en conformité avec les conditions énoncées dans la Convention de Genève de 1949. Ils obéiront aux directives concernant les déplacements et l'hébergement.
Cette capitulation prendra effet à 23 h 59 ZULU le 14 juin (20 h 59 heure locale) et concerne les forces argentines présentement déployées dans et autour de Port Stanley, celles présentes sur Malouine orientale, [Signature de Menéndez] Grande Malouine et toutes les îles périphériques.
[Signature de Menéndez] Commandant des forces argentine

[Signature de Moore] J. J. MOORE Major General

[Signature de Pennicott] Témoin

23 h 59 14 juin 1982 »

## Équipement argentin saisi
Les quantités sont approximatives :

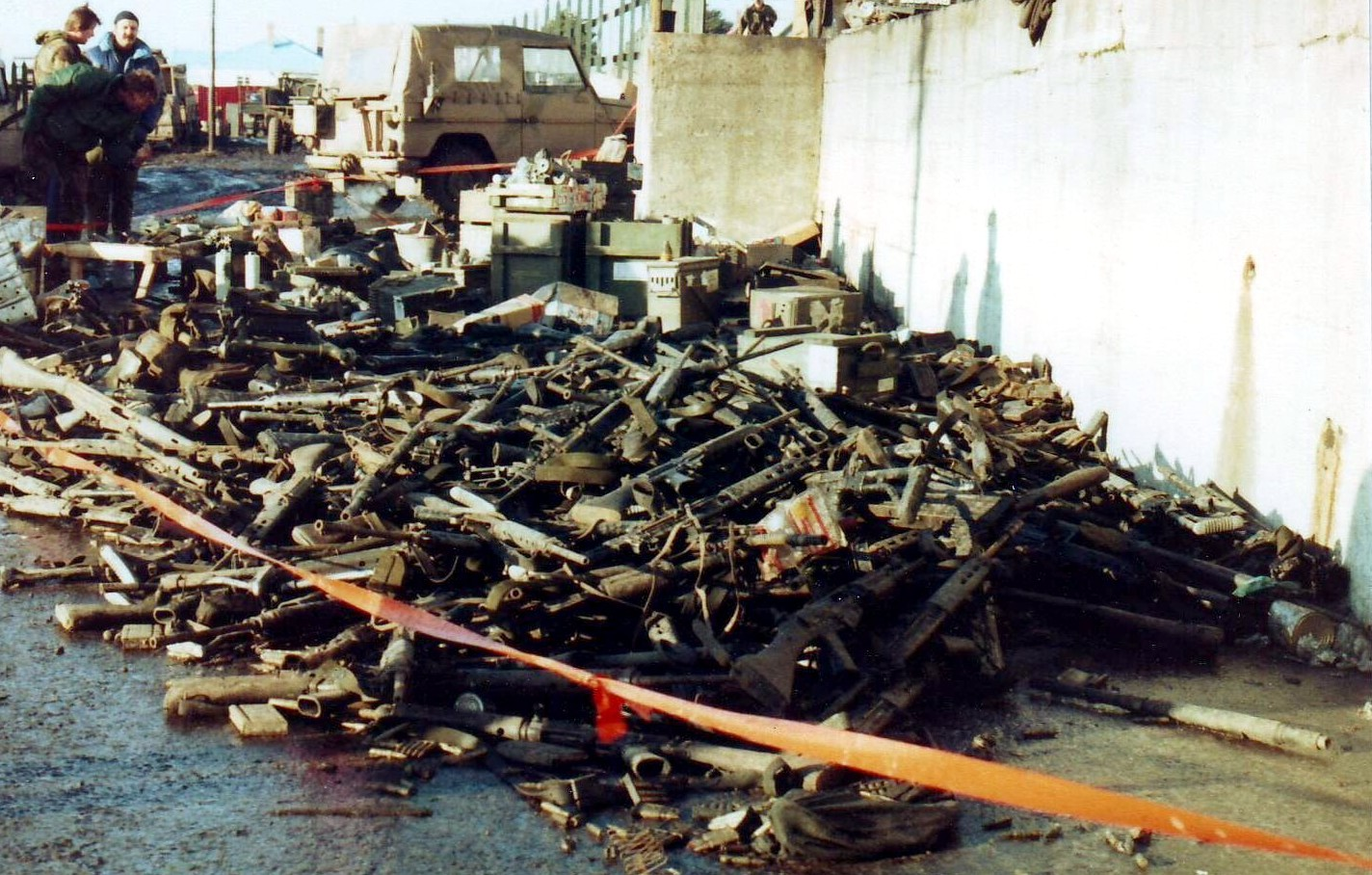
Un tas d'armes argentines à Port Stanley.

- 100 camions Mercedes-Benz MB 1112/13/14
- 20 Mercedes-Benz Unimogs
- 50 jeeps Mercedes-Benz Classe G
- 12 véhicules Panhard AML 90 mm
- 1 lanceur SAM Roland
- 7 lanceurs SAM Tigercats
- 1 lanceur improvisé de missile Exocet
- 3 canon CITER 155mm L33 Modelo Argentino (en)
- 10 canons OTO Melara Mod 56 (105 mm)
- 15 canons de défense antiaérienne Oerlikon bitubes 35 mm et 15 Rheinmetall bitubes 20 mm (en) et 20 canons Hispania Suiza de 30 mm.
- 1 AN/TPS-43 (en) 3D mobile air search radar
- 1 AN/TPS-44 (en) mobile air search radar
- 5 radars Skyguard FC (1 endommagé dans une frappe de missile), 1 radar Super Fledermaus FC et plusieurs radars de contrôle de tir RASIT
- Manpads Blowpipes (en)
- Manpads SAM-7 (acquis fin mai auprès de la Libye de Mouammar Kadhafi)
- 14 hélicoptères (2 Agusta A.109, 2 Bell 212, 8 UH-1H, 1 Chinook et 1 Puma)
- 10 FMA IA 58 Pucará
- 1 Aermacchi MB-339
- Patrouilleur GC82 Islas Malvinas des Garde-côtes argentins, renommé HMS Tiger Bay
- 11 000 armes de poing
- 4 millions de munitions de 7,62 mm (10 500 de Goose Green)
- 11 000 munitions de 105 mm

Certains de ces équipements sont rendus inutilisables par les Argentins, peu avant la capitulation.
La commission Rattenbach argentine (en espagnol : Informe Rattenbach) sera mise en place après la guerre pour enquêter sur les causes de la défaite. 
Elle recommande que des sanctions sévères soient prises contre certains des officiers en poste, mais son influence sur les procès ultérieurs sera quasiment nulle.

## Conséquences
Le 20 juin, les Britanniques reprennent les îles Sandwich du Sud et déclarent la fin des hostilités après avoir évacué la garnison argentine stationnée dans la base Corbeta Uruguay. Corbeta Uruguay est établie en 1976, mais la base argentine ne sera contestée par le Royaume-Uni à travers les canaux diplomatiques qu'en 1982.
La guerre a duré 74 jours, causant la mort de 255 soldats britanniques et de 649 soldats, marines, marins et pilotes argentins. Trois civils ont été tués.
Le gouvernement britannique décrète que toute information classifiée serait ouverte au public en 2082. Cependant, à la suite du Freedom of Information Act, une grande quantité d'information est désormais accessible.
Le document de capitulation est exposé à l'Imperial War Museum à Londres . Comme l'indique la notice du musée, l'heure de la capitulation est antidatée de trois heures afin que Zulu time (UTC-3) et l'heure locale tombent le 14 juin, bien qu'il fût déjà le 15 juin à Londres, afin d'éviter toute confusion possible pour les troupes argentines qui auraient pu penser à tort pouvoir continuer à combattre jusqu'au lendemain, 15 juin 1982.
Les relations entre le Royaume-Uni et l'Argentine ne seront pas restaurées avant 1989 et uniquement sous la formule cadre qui affirme que le conflit relatif à la souveraineté des îles resterait de côté.

### Sources et bibliographie
- (es) Eduardo José Costa, Guerra Bajo la Cruz del Sur (ISBN 978-950-61-4749-5 et 950-61-4749-3)